# Estación Kulosaari

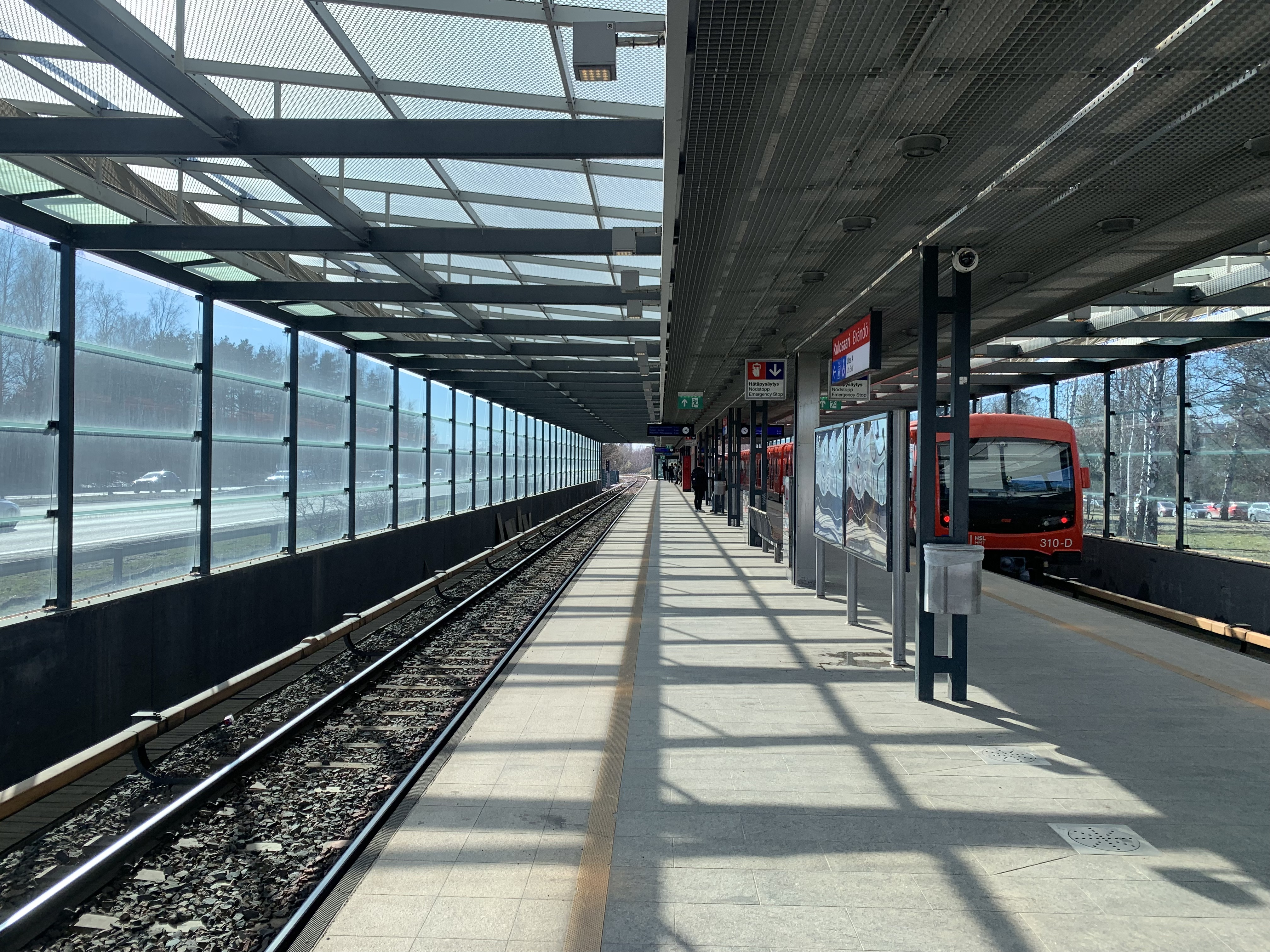
Estación Kulosaari.

La Estación Kulosaari (en finlandés Kulosaaren metroasema, en sueco Metrostationen Brändö) es una estación del Metro de Helsinki. Sirve al distrito de Kulosaari, en el este de Helsinki.
Esta estación fue una de las primeras que abrieron en el sistema, el 1º de junio de 1982. Fue diseñada por Jaakko Ylinen y Jarmo Maunula. Está localizada a una distancia aproximada de 2,946 km de la Estación Kalasatama y a 1,442 km de la Estación Herttoniemi.
- Datos: Q1800990
- Multimedia: Kulosaari metro station / Q1800990